# Kayo (musikalbum)
Kayo är den svenska sångerskan Kayos debutalbum, utgivet 1990. Albumet utgavs på LP, CD och kassett.

## Låtlista
1. Gimme Your Love
2. Don't Leave Me
3. Another Mother
4. Am I the Same Girl
5. So Fine
6. Change of Attitude
7. Brother
8. Tell Me
9. YaYa in the Ladies Room
10. Feel the Rhythm
11. Running Man
12. Stay